# Ширяево (Воронежская область)
Ширяево — село в Калачеевском районе Воронежской области. Административный центр Ширяевского сельского поселения.

## География
Село расположено на юге Калачеевского района, недалеко от границы с Петропавловским районом. Климат умеренно континентальный, с относительно холодной зимой и жарким, засушливым летом.
Через село протекает река Толучеевка.

## История
Село Ширяево основано в первой четверти XVIII века (между 1725-1730 годами) украинскими казаками Острогожского полка.
По данным 1773 года, это была войсковая слобода, входившая в состав Меловатского комиссарства Острогожской провинции. В 1776 году в селе проводились опыты по внедрению картофеля. Было посажено 400 картофелин, получено 500. Крестьяне упорно доказывали, что российская почва непригодна для этого «заморского» растения. Они просили не заставлять их делать такие опыты. Позднее картофель здесь, как и в других местах, привился.
В описании Богучарского уезда 1779 года говорится, что слобода Ширяева имела 215 дворов казенных войсковых обывателей, церковь, 2 хутора в логу Криничном.
По данным 1832 года, в местечке Ширяевом проживало 16 казаков полковой службы и 188 черкасс-подпомощников. В 1803 году построена церковь Николаевская (Церковь Николая Чудотворца).
В 1858 году насчитывалось 712 дворов с населением 3133 человека. В 1867 году построена Всехсвятская церковь (церковь Всех Святых)
В 1877 году имелась школа, в ней обучалось 50 учеников. К 1916 году насчитывалось 1553 двора, 9465 человек.
Во время Гражданской войны село Ширяево 6 раз переходило от белых к красным и наоборот. Многие жители с. Ширяево воевали на полях сражений Гражданской войны. Среди них Фока Федорович Пузенко, которого в 1918 г. члены отряда Деникина, находящиеся в штабе, расположенном в доме Клеванцева, зарубили (в настоящее время в селе воздвигнут памятник Ф. Ф. Пузенко).
В 1928 году был образован Калачеевский район, куда вошла территория Ширяевского сельского поселения. В середине 20-х годов образуются сельхозтоварищества: «Любовь к труду», им. Ленина, «Колонист-1», «Колонист-2», «Высокое», «Отрадное». 28 ноября 1929 года из них организуют сельхозартель им. Будённого. 12 января 1930 года на базе имеющихся в селе сельхозобъединений были образованы колхозы имени Ленина и имени Ворошилова, которые 28 февраля того же года объединились в одно хозяйство — колхоз имени Ленина. В 1934 году после разукрупнения колхозов из колхоза имени Ленина были образованы хозяйства: имени Ленина, имени Молотова, имени 17 партсъезда и имени Жигулина. Позднее колхоз имени Жигулина был переименован в колхоз «Красный Октябрь». В 60-х годах из четырех колхозов был образован один — имени Ленина. Позднее он был разделен на колхоз имени Ленина и колхоз «Комсомолец». В настоящее время коллективных хозяйств на территории сельского поселения нет.

## Население
| 1859  | 1897  | 2010  | 2012  | 2013  | 2014  | 2015  |
| ----- | ----- | ----- | ----- | ----- | ----- | ----- |
| 5135  | ↗7226 | ↘2404 | ↘2334 | ↘2308 | ↘2307 | ↘2273 |
| 2016  | 2017  | 2018  |       |       |       |       |
| ↗2294 | ↘2259 | ↘2198 |       |       |       |       |

## Известные уроженцы
- Ропская, Александра Дмитриевна (1897—1957) — оперная певица, педагог. Народная артистка УССР.

## Уроженцы, удостоенныеордена Ленина
- Мельников Василий Васильевич — механизатор, награжден в 1939 г.
- Гарковенко Анна Григорьевна — доярка, награждена в 1956 г.
- Герасименко Мария Андреевна — доярка, награждена в 1956 г.
- Улезько Яков Митрофанович — комбайнер, награжден в 1956 г.
- Витковская Наталья Яковлевна — доярка, награждена в 1956 г.
- Слюсарева Варвара Тихоновна — учитель, награждена в 1954 г.
- Падалкина Матрёна Павловна — доярка, награждена в 1957 г.
- Соломахина Ольга Артемьевна — свинарка, награждена в 1957 г.
- Гайдина Евдокия Борисовна — доярка, награждена в 1957 г.
- Поплавская Татьяна Дмитриевна — доярка, награждена дважды — в 1957 и 1971 гг.
- Лихобабина Пелагея Осиповна — доярка, дважды награждена орденом Ленина в 1966 и в 1973 гг. и, в 1971 г., орденом Трудового Красного Знамени.
- Плященко Василиса Марковна — доярка, награждена в 1957 г.
- Белогубова Александра Ивановна — доярка, награждена Орденами трудовой славы 2-й и 3-й степеней.